# Edier Frejd
Edier Frejd (Cali, Colombia; 16 de diciembre de 1979) es un futbolista colombiano nacionalizado sueco. Juega como defensor y actualmente se encuentra en Arboga Södra IF de la División 3 Södra Svealand.

## Clubes
| Club               | País    | Año           |
| ------------------ | ------- | ------------- |
| IF Elfsborg        | Suecia  | 2001 - 2002   |
| UD Las Palmas      | España  | 2002 - 2003   |
| GAIS               | Suecia  | 2004 - 2006   |
| Raufoss IL         | Noruega | 2006 - 2008   |
| Kongsvinger IL     | Noruega | 2009-2010     |
| Sandnes Ulf        | Noruega | 2011-2014     |
| Eskilstuna City FK | Suecia  | 2015-2018     |
| Arboga Södra IF    | Suecia  | 2021-presente |